# Guilherme de Beaujeu
Guilherme de Beaujeu (em francês: Guillaume de Beaujeu; ? – 1291) foi o 21º Grão-Mestre dos Cavaleiros Templários, de 1273 até sua morte durante o cerco de Acre em 1291. Ele foi o último Grão-Mestre a presidir a Palestina.
Durante seu mandato, o novo sultão mameluco, Calavuno, conquistou facilmente, em 1289 o condado de Trípoli, que havia ignorado os avisos de Beaujeu. Em 1290, Calavuno marchou sobre o Acre, a capital remanescente do reino de Jerusalém, mas morreu em novembro antes de lançar o ataque. Seu filho Axerafe Calil, no entanto, decidiu continuar a campanha. Beaujeu liderou a defesa da cidade.
Em um ponto durante o cerco, ele largou a espada e se afastou das paredes. Seus cavaleiros protestaram. Beaujeu respondeu: "Je ne m'enfuis pas; je suis mort. Voici le coup". ("Eu não estou fugindo; eu estou morrendo. Aqui está o golpe.") Ele levantou o braço para mostrar a ferida mortal que ele havia recebido - a flecha havia penetrado sua cota, sob a axila, de modo que apenas pequenos orifícios estavam visíveis. Beaujeu morreu de sua ferida e a cidade caiu sob os mamelucos, sinalizando assim o fim da ocupação cruzada da Terra Santa.

## Na ficção
- Guilherme de Beaujeu é um dos personagens principais do livro da escritora inglesa Robyn Young, Cruzada: Guerra, paixão e intrega no tempo das cruzadas. [1]